# 沙庫蒂夫希納
51°48′40″N 33°52′23″E / 51.81111°N 33.87306°E
沙庫蒂夫希納（烏克蘭語：Шакутівщина）是位於烏克蘭東北部的村莊，由蘇梅州紹斯特卡區的貝雷扎市鎮負責管轄。該村處於紹斯特卡河左岸，距離伊瓦申科韋2公里，海拔高度190米，2001年人口24。